# Буриходжаев, Наман
Наман Буриходжаев — советский хозяйственный, государственный и политический деятель.

## Биография
Родился в 1927 году. Член КПСС.
С 1944 года — на хозяйственной, общественной и политической работе. В 1944—1985 гг. — ученик киномеханика, киномеханик в клубе совхоза
«Дальверзин −1» Ташкентской области, следователь прокуратуры Орджоникидзевского района, работник аппарата Прокуратуры Узбекской ССР, прокурор отдела, заместитель начальника отдела, начальник отдела, заместитель прокурора республики, начальник управления судебных органов Министерства
юстиции Узбекской ССР, первый заместитель министра юстиции Узбекской ССР, прокурор Узбекской ССР, министр юстиции Узбекской ССР.
Избирался депутатом Верховного Совета Узбекской ССР 10-го и 11-го созывов.
Жил в Узбекистане.